# Albert Gorter
Albert Gorter (* 12. Juli 1887 in Nürnberg; † 5. September 1981 in Landshut) war ein deutscher Verwaltungsjurist und Ministerialbeamter in Bayern.

## Leben
Gorter studierte ab 1906 an der Friedrich-Alexander-Universität Erlangen Rechtswissenschaft. 1906 wurde er im Corps Onoldia aktiv. Nach den beiden Staatsprüfungen (1909, 1912) wurde er im Juli 1913 Akzessist bei der Regierung von Oberbayern. Finanzassessor war er bei der Kammer der Finanzen (1914) und im Staatsministerium der Finanzen (1918). Seit 1919 Regierungsassessor, war er ab 1920 über 15 Jahre Sachbearbeiter für beamtenrechtliche Fragen. Er wurde 1923 zum Oberregierungsrat und 1929 zum Ministerialrat befördert. Gorter war bis 1933 Mitglied der DNVP. In der Zeit des Nationalsozialismus war er ab dem 1. April 1935 Staatskommissar bei der  Bayerischen Staatsbank. Am 1. Juli 1937 beantragte er die Aufnahme in die NSDAP und wurde rückwirkend zum 1. Mai desselben Jahres aufgenommen (Mitgliedsnummer 5.017.364). Der Reichswirtschaftsminister Walther Funk ernannte ihn 1942 zum Präsidenten der Bank. Die  US-amerikanische Militärregierung entließ ihn am 5. Juni 1945. Am 9. März 1948 wurde er als Vizepräsident der Bayerischen Staatsbank wieder eingesetzt und in den Ruhestand versetzt. Von 1949 bis 1951 war er Präsident der Bayerischen Staatsschuldenverwaltung. Am 31. Juli 1952 wurde er pensioniert.